# Cuscatlania
Cuscatlania é um género botânico pertencente à família Nyctaginaceae.
1. ↑  «Cuscatlania — World Flora Online». www.worldfloraonline.org. Consultado em 19 de agosto de 2020